# Tatjana Anatoljewna Newsorowa
Tatjana Anatoljewna Newsorowa (russisch Татьяна Анатольевна Невзорова; * 25. März 1987 in Moskau) ist eine russische Rennrodlerin.
Tatjana Newsorowa ist Studentin und lebt in ihrem Geburtsort Moskau. Sie begann 1997 mit dem Rodelsport und gehört seit 2004 dem russischen Nationalkader an. In Oberhof gab sie 2004 ihr Debüt im Rennrodel-Weltcup und wurde 24. Mit 31 Punkten aus zwei Saisonrennen wurde sie in der Gesamtwertung 41. Seit der Saison 2007/08 startete sie nach zwei Saisonen ohne Weltcupstart regelmäßig im Weltcup. In Sigulda erreichte sie mit einem 18. und einem 19. Rang ihre besten Saisonresultate, in der Gesamtwertung wurde Newsorowa mit 116 Punkten 25. 2008 nahm sie mit den Rennrodel-Weltmeisterschaften in Oberhof erstmals an einer WM teil und belegte dort den 23. Platz. Bei der EM in Cesana Torinese wurde Newsorowa 20. Saison 2008/09 verbesserte sich die Russin um einen Rang in der Gesamtwertung. Dreimal fuhr sie als bestes Resultat auf 19. Plätze und hatte am Ende 158 Weltcuppunkte gesammelt. 2009 wurde sie bei der WM in Lake Placid 21. In der Saison 2009/10 bestätigte die Russin ihr Leistungsniveau und erreichte immer Ergebnisse zwischen den Rängen 21 und 23. Bei den Rennrodel-Europameisterschaften 2010 in Sigulda fuhr sie auf einen 13. Platz.